# Pomrčina (roman)
Pomrčina je romantično-fantastični roman Stephanie Meyer, treći iz serijala Sumrak. Objavljena je 2007. u tvrdom ukoričenju. Roman nastavlja priču o 18-godišnjoj Belli Swan i njezinoj ljubavi, vampiru Edwardu Cullenu. U trećem nastavku triologije Sumrak, vukodlaci (Quiletui) i vampiri (Cullenovi) udružuju se kako bi pobijedili novorođene vampire koji haraju i ubijaju Seattleom. Kasnije se Bella dosjeti da možda iza stvaranja novih vampira stoji vampirica Victorija, koja je nastoji naći i ubiti od Sumraka, kada su Cullenovi ubili njezinog dečka-vampira Jamesa.

Ovaj treći nastavak trilogije Sumrak doživio je i ekranizaciju u 2010. godini. Ova je knjiga također došla na vrh najčitanijih knjiga u Americi i Britaniji. 